# Торстен Візел
Торстен Нільс Візел (англ. Torsten Nils Wiesel; *3 червня 1924, Упсала, Швеція) — шведський нейробіолог та нейрофізіолог, лауреат Нобелівської премії з фізіології і медицині 1981 року разом з Девідом Х'юбелом «за відкриття, що стосуються принципів переробки інформації в нейронних структурах» . Фундаментальні роботи Візела і Х'юбела по нейрофізіології зору відкрили основи організації і розвитку нейронних ланцюгів, відповідальних за зорове розпізнавання об'єктів.

## Біографія
Батько був головним психіатром і директором госпіталю Бекомберга на околиці Стокгольму, але сам Візел зацікавився науковою діяльністю лише в 17 років. З 1954 року працював в Каролінському інституті, а через рік переїхав до США спочатку в Університет Джона Хопкінса, а потім, з 1959, — в Гарвардський університет. У 1983 році перейшов в Рокфеллерівський університет, де був президентом у 1991—1998. Зараз — почесний президент університету.